# Meliteu
Meliteu, (en grec antic Μελιτεύς), segons la mitologia grega, és un heroi, fill de Zeus, el Déu suprem i d'un nimfa anomenada Otreis. És fundador i epònim de la ciutat de Melitea a Tessàlia.
Al néixer, Meliteu va ésser abandonat al bosc per la seva mare, qui temia l'aclaparadora còlera d'Hera, que estava molt gelosa.
Tot i així, Zeus es va preocupar pel seu fill i va enviar un eixam d'abelles que li varen proporcionar bon aliment fins que Meliteu va ser recollit per un pastor anomenat Fagre, fill de la mateixa nimfa i d'Apol·lo, que va ser qui definitivament el va criar. Al fer-se gran va ser molt fort, i va sotmetre els pobles del voltant, fundant la ciutat de Melitea. Va regnar en aquesta ciutat com un tirà i manà raptar les donzelles i se les va apropiar. Es va enamorar d'una, Àspalis, filla d'Ageu, però ella, abans de l'arribada dels soldats que l'anaven a buscar, es penjà. El germà de la noia, Astígites, es va posar els vestits d'ella i a sota hi amagà una espasa, fent-se passar per Àspalis. Quan era davant del tirà el matà. Els habitants de la ciutat van tirar el cos de Meliteu al riu i van proclamar rei Astígites.